# Iván Eröd

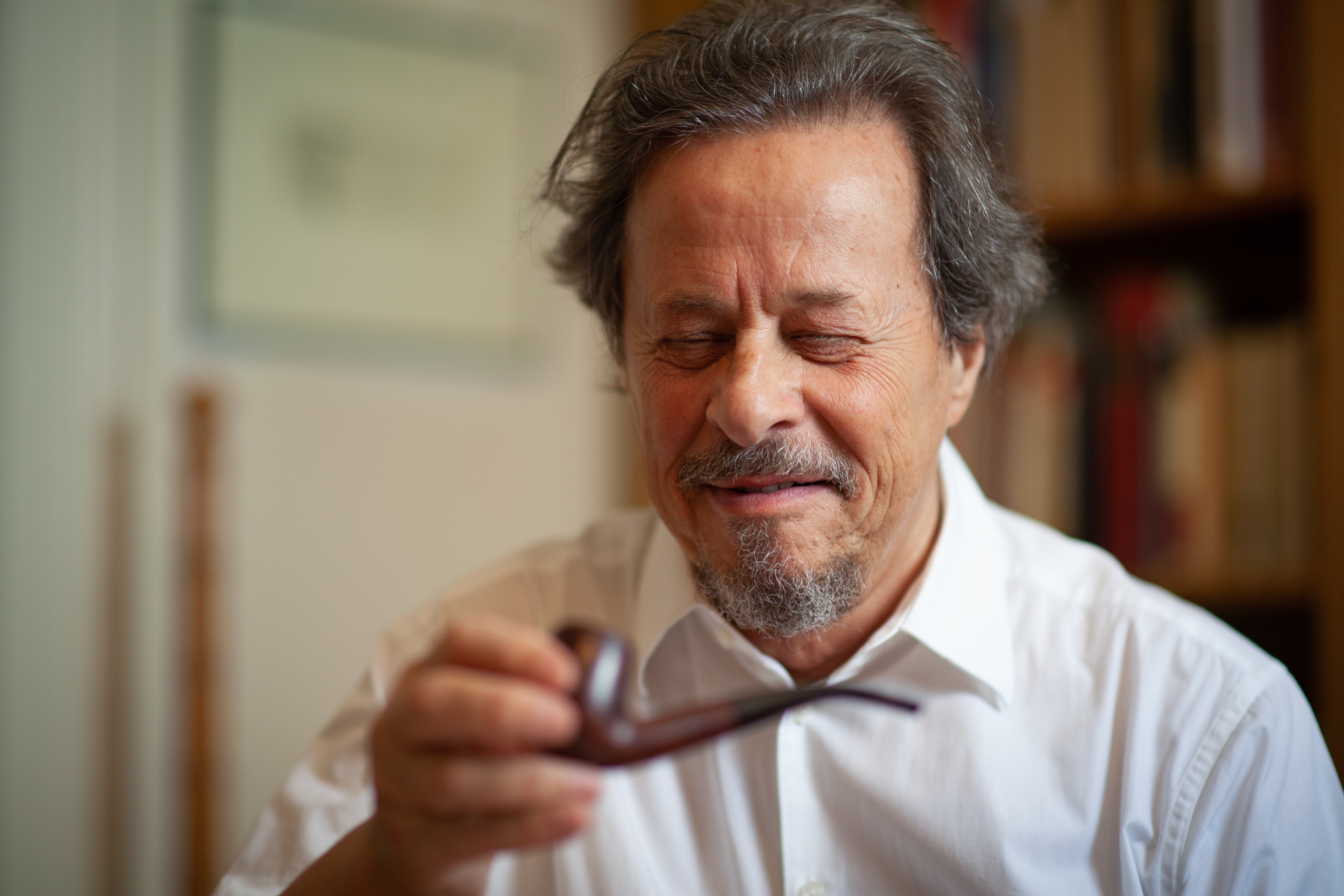
Iván Eröd (2011)

Iván Eröd (* 2. Januar 1936 als Erőd Iván in Budapest; † 24. Juni 2019 in Wien) war ein österreichischer Komponist, Pianist und Universitätslehrer ungarischer Herkunft.

## Leben und Wirken
Iván Eröd erhielt im Alter von 4 Jahren den ersten Klavierunterricht durch seine Mutter. Später wurden György Kálmán, Magda Káldi und Kadosa Pál seine Lehrer. Von 1951 bis 1956 studierte er an der Budapester Musikhochschule „Ferenc Liszt“ Klavier bei Pál Kadosa und Komposition bei Ferenc Szabó. Außerdem besuchte er die Vorlesung „Ungarische Volksmusik“ von Zoltán Kodály. Nach dem Scheitern des ungarischen Volksaufstandes 1956 emigrierte er im Dezember nach Österreich, wo er in Oberösterreich in ein Flüchtlingslager kam. Nach einer Woche ging er nach Linz und dann weiter nach Wien, wo er dann bis 1975 lebte.
In Wien setzte er seine Ausbildung mit einem US-Stipendium von 1957 bis 1961 an der Wiener Musikakademie fort (Klavier bei Richard Hauser, Komposition bei Karl Schiske, Zwölftonseminar bei Hanns Jelinek). Zudem besuchte er die Darmstädter Ferienkurse für Neue Musik. Seinen ersten Soloabend als Pianist im Brahms-Saal der Gesellschaft der Musikfreunde in Wien absolvierte er 1960. Im selben Jahr erwarb er die österreichische Staatsbürgerschaft; nach 1993 erhielt er durch veränderte Passgesetze auch wieder die ungarische Staatsbürgerschaft.
Von 1962 bis 1968 war er als Solokorrepetitor und Studienleiter an der Wiener Staatsoper und bei den Wiener Festwochen tätig. Während fünf Jahrzehnten hatte Eröd weltweit rund 500 Auftritte (Solorezitalkonzerte, Liedbegleitung von Rudolf Schock und anderen sowie als Ensemblemitglied).
1967 übernahm er einen Lehrauftrag an der Musikhochschule Graz und war dort von 1975 bis 1989 als ordentlicher Professor für Komposition und Musiktheorie tätig. Unter seinen Schülern waren zum Beispiel Rudolf Hinterdorfer, Georg Friedrich Haas, Gerhard Präsent, Michele Trenti und Judit Varga.
Nach einer kurzzeitigen Gastprofessur an der Wiener Musikhochschule wurde Eröd ab 1989 ordentlicher Professor für Tonsatz (Harmonielehre und Kontrapunkt) an der Universität für Musik und darstellende Kunst Wien. Nachdem er 2004 eine Gastprofessur an der Budapester Franz-Liszt-Musikakademie innegehabt hatte, wurde er 2009 zum Mitglied der Széchenyi Akademie der Künste (Széchenyi Irodalmi és Művészeti Akadémia) ernannt.
Iván Eröd starb im Juni 2019 im Alter von 83 Jahren in einem Wiener Krankenhaus an den Folgen eines Schlaganfalls vor einer geplanten Operation. Er wurde auf dem Neustifter Friedhof bestattet.

## Privates
Seit 1969 war Eröd mit Marie-Luce Guy verheiratet. Aus der Ehe stammten drei Söhne und zwei Töchter: der Opernsänger Adrian Eröd, die Schauspielerin Juliette Eröd, der Fagottist Leonard Eröd, der Dirigent Raphael Schlüsselberg und die Lehrerin und Sopranistin Natalie Eröd.
Mehrere Familienmitglieder von Iván Eröd wurden 1944 von den Nazis in ein Konzentrationslager deportiert. Sein Bruder und die Großeltern wurden in den Konzentrationslagern Buchenwald und Auschwitz ermordet.

## Preise und Auszeichnungen
- 1970: Staatspreis für Musik[12]
- 1971: Förderungspreis der Theodor-Körner-Stiftung
- 1974: Förderungspreis der Stadt Wien[13]
- 1978: Würdigungspreis der Stadt Graz
- 1980: Würdigungspreis des Österreichischen Bundesministeriums für Unterricht und Kunst
- 1981: Musikpreis des Landes Steiermark
- 1986: Preis der Stadt Wien für Musik[14]
- 1993: Preis der Budapester Béla-Bartók-/Ditta-Pásztory-Stiftung
- 2001: Goldenes Ehrenzeichen für Verdienste um das Land Wien
- 2001: Großes Silbernes Ehrenzeichen für Verdienste um die Republik Österreich[15]
- 2006: Ehrenmitglied Österreichischer Komponistenbund
- 2009: Mitglied der Széchenyi Akademie der Künste (Széchenyi Irodalmi és Művészeti Akadémia)
- 2019: Goldmedaille des Kennedy Center International Committee on the Arts[16]

## Werke (Auswahl)

### Orchesterwerke
- 1. Sonata für Orchester op. 5 (1957)[17]
- 2. Sonata für Orchester op. 16 (1974)[17][17]
- Soirées imaginaires op. 38 (1981)[18][3]
- Symphonische Szene Hommage à Franz Liszt op. 46 (1983/84)[3]
- Réjouissance für Orchester op. 48 (1984)[17]
- Minnesota Sinfonietta für Orchester op. 51 (1986)[17]
- Symphonie Aus der Alten Welt op. 67 (1995)[18][3]
- 2. Symphonie op. 75 (2000/2001)[3]
- 3. Symphonie (Symphonische Kantate 'Øresund') op. 90 (2013)[17]

### Konzerte
- Drei Sätze für Violoncello und Orchester op. 7 (1958)[3]
- Violinkonzert op. 15 (1973)[18][3]
- Klavierkonzert op. 19 (1975)[3]
- Violakonzert op. 30 (1979/80)[18][3]
- Konzertante Fantasie für Viola und Streichorchester op. 35 (1981)[3]
- Drei Interludien für Orgel und Orchester op. 50a (1985)[3]
- Doppelkonzert für Klarinette und Fagott op. 72 (1999)[3]
- Violoncellokonzert op. 80 (2005)[3]
- Klarinettenkonzert op. 88 (2011)[3]
- Tripelkonzert für drei Klarinetten und Orchester op. 92 (2015)[3]

### Singstimmen mit Orchester
- Schwarzerde, Fünf Gesänge für Bariton und Orchester op. 49 (1985)[3]
- Das Sein ist ewig, Kantate op. 50 (1985)[18][3]
- Vox Lucis, Kantate op. 56 (1989)
- 3. Symphonie (Symphonische Kantate 'Øresund') op. 90 (2013)
- Cantus Felix für Sopran und Orchester op. 91 (2014)

### Kammermusikwerke mit Streichern
- 1. Sonate für Violine und Klavier op. 14 (1969/1970)[18][3]
- 2. Sonate für Violine und Klavier op. 74 (2000)[18][3]
- 1. Klaviertrio op. 21 (1976)
- 2. Klaviertrio op. 42 (1982)
- Klavierquartett op. 54 (1987)[18][3]
- Streichtrio / Vonóstrió op. 1 (1951)[3]
- Vier Stücke für Streichquartett op. 6 (1957)[3]
- Drei Streichquartette op. 18 (1975), op. 26 (1978), op. 78 (2003)[18][3]
- Zwei Streichsextette op. 45 (1983), op. 68 (1996)[18][3]

### Ensemblemusik mit Bläsern
- Enjoying Life - für Trompete und Klavier op. 29 (1979)[3]
- 'Sonata milanese' für Fagott und Klavier op. 47 (Milan Turković gewidmet) (1984)
- Ricercare ed Aria S. C. H. E. op. 11 (1965)
- Bläserquintett 'Quintetto ungherese' op. 58 (1990)
- Bukolika für Kammerensemble op. 64 (1994)[18][3]
- Capriccio für zehn Blasinstrumente op. 23 (1977)
- Schnappschüsse, Fünf Porträts für Flöte und Bläseroktett op. 52 (1986)
- Die Wassertrompeter - Blechbläserquintett op. 82 (2008)

### Gemischte Kammermusik
- Capriccio 81 für vier Flöten und zwei Harfen op. 41 (1981)[3]
- Trio für Klarinette, Violine und Klavier op. 59 (1991)
- Happy Birthday, Einige Kanons und ein Quodlibet op. 63 (1994)[3]
- Oktett op. 71 (1998)[3]
- Alterslaunen, Variationen über ein eigenes Thema op. 86 (2010)[3]

### Solowerke für Streicher
- Drei Stücke für Violine solo op. 27 (1979)[18][3]
- GeburtstagsPRÄSENT dem treuen Freund GErHArD für Violine solo (Gerhard Präsent gewidmet) WoO (2007)
- Blumenstück für Viola solo op. 62 (1994)[18][3]
- Hommage à Beethoven für Violoncello solo op. 24 (1977)[18][3]

### Solowerke für Tasteninstrumente
- Vier kleine Klavierstücke op. 8 (1958)[18][3]
- Veränderung über einen Walzer von Anton Diabelli op. 37 (1981)
- Brahms-Variationen für Klavier op. 57 (1990)
- Drei Klavierstücke op. 66a, b, c (1995/97)
- Introduktion und Toccata für Klavier op. 87 (2010)[17]
- Kleine Suite für zwanzig Finger op. 61b (1993)
- Symphonische Szene, Fassung für zwei Klaviere op. 46a (2006)
- Fastenmusik, Orgelstücke nach altrömischen Gesängen op. 79 (2005)

### Vokalwerke
- Milchzahnlieder op. 17 (1973)[18]
- Krokodilslieder op. 28 (1979/80)[18][3]
- Vier Gesänge für tiefe Stimme und Klavier op. 44 (1933)[18]
- Canti di Ungaretti für Bariton und Kammerensemble op. 55 (1988)[18]
- Liederzyklus Über die Asche zu singen op. 65 (1994)[18][3]
- Canti di un ottantenne für Bariton und Streichquartett nach Gedichten von Giuseppe Ungaretti op. 95 (2019 – sein letztes Werk)[17]
- Drei Gedichte aus 'West-östlicher Divan' für Chor ' op. 36 (1981)[17]
- Tao-te King, Nr. 76, für gemischten Chor op. 40 (1981)
- Viva la musica! für gemischten Chor op. 43 (1982)[3]
- Einig im Wunsch op. 83 (2009)[3]
- Stanzen für gemischten Chor (nach H. C. Artmann) op. 89 (2012)[3]
- Nobilitas hominis für achtstimmigen Chor op. 94 (2016)[3]

### Bühnenwerke
- La doncella, el marinero y el estudiante, Kurzoper op. 9 (1960)[18]
- Die Seidenraupen, Oper op. 10 (1964–68)[3]
- Orpheus ex Machina, Oper op. 25 (1978)[3]
- Der Füssener Totentanz, Kirchenoper op. 60 (1992)[3]
- Die Liebesprobe, Parodieoper op. 76 (2002)[3]
- Pünktchen und Anton, Kinderoper nach Erich Kästner op. 85 (2009)[3]
- Die Nashörner, Oper nach Eugène Ionesco op. post. 96 (unvollendet)

## Tonträger (Auswahl)
- Iván Eröd Violinkonzert, Violinsonaten 1 + 2, Violinstücke Op. 27 (Thomas Irnberger-Vl. u. a.) Gramola 99020 (CD, 2014)
- Österreichische Musik der Gegenwart Nr. 50 - Gesellschaft zur Förderung österreichischer Musik, 830 004-2 (CD, 1995): Vox Lucis op.56, Schnappschüsse op.52, Minnesota Sinfonietta op. 51, 2. Trio für Violine, Violoncello und Klavier op. 42 (John Shirley-Quirk-Bariton; Ensemble Kontrapunkte/Peter Keuschnig, ORF-Symphonieorchester; Pinchas Steinberg/Haydn-Trio Wien)
- Classic amadeo, 419 71-1 (LP, 1985): Krokodilslieder für Bariton und Kammerorchester op. 28, Violakonzert op. 30, Drei Stücke für Violine solo op. 27 (Heinz Karl Gruber, Bariton; Pro Arte Kammerorchester; Thomas Riebl, Viola; NÖ Tonkünstlerorchester/Milan Horvat, Ernst Kovacic, Vl.)
- Casablanca Edition Moderne (CD CASA 001): Vier Stücke für Klavier op.8, Studien für Streichorchester op. 33 (Janna Polyzoides-Pn, Wiener Kammerphilharmonie/Claudius Traunfellner u. a.)
- Iván Eröd: Streichquartette Op. 18, op. 26, Op. 78 (Gramola 99157): Accord Quartett
- Iván Eröd: Klaviertrio Nr.1 Op. 21 u. D. Schostakowitsch (Gramola 98837): Eggner Trio
- Iván Eröd: Brahms-Variationen Op. 57 u. J.Brahms (Gramola 99172): Senka Brankovic-Pn
- Iván Eröd: Brahms-Variationen Op. 57 u. J.Haydn, L.v.Beethoven, J.Brahms, M.Ravel: Christoph Traxler-Pn
- Iván Eröd: Streichquartett Nr.3 Op. 78 u. R.Dünser, H.Wisser, H..Zipper (ORF CD 421): Artis-Quartett
- Zeit.Punkte: Iván Eröd: Klarinettenkonzert Op. 88 u. G.Resch, C.Muthspiel (Preiser Rec. 90810): Sharon Kam-Cl, Tonkünstler-Orchester/Orozco-Estrada
- Österreichische Komponisten der Gegenwart: Iván Eröd: Hommage à Beethoven Op. 24, Ricardo Bru-Violoncello (KKM CD 3099-2)
- Iván Eröd: 1. Violinsonate Op. 14, Ernst Kovacic-Vl; Iván Eröd-Pn (LP Dokureihe des ÖKB, Preiser SPR 10043)
- Iván Eröd: Sonata Milanese op. 47 für Fagott und Klavier, Frank Morelli-Fag., Gilbert Kalish-Pn ("From the Heart - 20th Century Music for Bassoon and Piano": CD MSR Classics/MS 1458)
- Iván Eröd: Alterslaunen op. 86 - Mitglieder des Staatsorchesters Stuttgart ("Revue de Cuisine" - Staatsoper Stuttgart, CD, 2011)
- Iván Eröd: Sonata Milanese op. 47 für Fagott und Klavier: David Seidel-Fag., Herbert Rüdisser-Pn ("David Seidel - Bassoon and Piano": Classic Concert Records CD, 2008)
- Iván Eröd: Fastenmusik op. 79: Iván Eröd, Orgel ("Órómai liturgikus énekek orgonazenével - Altrömische Liturgische Gesänge mit Orgelmusik") (CD Hungaroton HCD 32358)
- Iván Eröd: Trio für Klarinette, Violine und Klavier op. 59: The Verdehr Trio (CD Crystal Records 2002)
- Iván Eröd: Réjouissance op. 48 - RSO Wien/Claudius Traunfellner (ORF-CD 160)
- Iván Eröd: Capriccio 81 op. 41: Sonus Flatus (Nuova Records, CD 3592-2)
- Iván Eröd: Divertimento für Blechbläser und Schlagzeug op. 20: Großes Bläserensemble der Hochschule für Musik Graz; Hans Meister (F. Schulz, Freiburg-Tiengen, LP Nr. 48129/30)
- Iván Eröd: 2. Streichquartett op. 26: Alea Quartett (CD „La Tâche“ Alea-01-97)
- Iván Eröd: Symphonie Nr. 1 op. 67: RSO Wien/Pinchas Steinberg (ORF CD, 1999)
- Iván Eröd: Klavierquartett op. 54: Artemis Ensemble (STEMRA CD, 2000)
- Iván Eröd: "Nächtlicher Umtrieb" aus Krokodilslieder op. 28 (Arr. Gerhard Präsent), 2. Klaviertrio Op. 42: Alexander Puhrer-Bar., ALEA Ensemble (CD „...der Welt abhanden gekommen“ STB 05/08)
- Iván Eröd: Meditatio aus "Das Sein ist ewig" op. 50a, Renate Sperger ("Orgelkosmos") (CD Gramola 98976)
- Iván Eröd: Ennstaler Aufstrich op. 61a – ALEA Ensemble (CD "Live String Action 2011" ALEA-04-12)
- Zum 80er von Iván Eröd und Herbert Blendinger: 1. u. 2. Violinsonate, Dank an Bartok: Sigrid Präsent-Vl, Tobias Stosiek-Vc, Rita Melem Pn Klavier (CD STB 16/02)
- In memoriam Iván ERÖD: Violinsonate Nr. 1 Op. 14 & Nr. 2 Op. 74, Klavierquartett Op. 54, 2. Klaviertrio Op. 42, 3. Streichquartett Op. 78, Kleine Suite für 20 Finger Op. 61b, GeburtstagsPRÄSENT für Violine solo WoO 2007, Introduktion und Toccata Op. 87, Hommage à Beethoven Op. 24, „Zum 15. Nov. 1980“ für Violoncello und Klavier Op. 34B, Drei Klavierstücke Op. 66, Sonata milanese für Fagott und Klavier Op. 47, Krokodilslieder Op. 28 – Sigrid Präsent-Vl, Tobias Stosiek-Vc, Rita Melem-Pn, Hermine Haselböck-Mezzo, Maximilian Erb-Fg, Janna Polyzoides, Markus Korupp und Fiona Fortin-Pn, Alea Ensemble (2 CDs STB 21/06)

In der CD-Edition des Steirischen Tonkünstlerbundes sind darüber hinaus über 60 Aufnahmen von Werken Iván Eröds erschienen.

### Tonträger als Pianist
- Joseph Haydn: Sonaten für Klavier Hob XVI/46,32,23,41,48,49,50,51,52 (2 CDs Gramola 98862/63)
- Arnold Schönberg: Pierrot lunaire op. 21 - Marie-Thérèse Escribano, Sopran, Ensemble die reihe, Dirigent: Friedrich Cerha (Vox turnabout TV 34315)
- Rudolf Schock-Ten: Acht Lieder von Robert Schumann, Johannes Brahms: Meine Liebe ist grün, O liebliche Wangen, Minnelied, Alte Liebe, Dein blaues Auge, Wie bist du, meine Königin, Botschaft, Unbewegte laue Luft - Antonin Dvorak: Acht Liebeslieder op. 83 - Richard Strauss: Heimliche Aufforderung, Ich trage meine Minne, Freundliche Vision, Ständchen, Allerseelen, Heimkehr, Ach weh mir unglückhaftem Mann, Traum durch die Dämmerung (2 LPs Eurodisc 27 839 XCK)
- Franz Schubert: Die Winterreise, Rudolf Schock-Ten, Iván Eröd-Pn (2 LPs Eurodisc 80 914 XK)
- Lieder und Balladen von Carl Loewe: Die Uhr, Der Nöck, Heinrich der Vogler, Meeresleuchten, Prinz Eugen, der edle Ritter, Odins Meeresritt, Spirito santo, Tom der Reimer, Der Sänger, Mein Herz, Herr Olaf - Rudolf Schock-Ten, Iván Eröd-Pn (Ariola 202 595-366)
- Robert Schumann: Dichterliebe, Der arme Peter, Belsazar, Die beiden Grenadiere - Rudolf Schock-Ten, Iván Eröd-Pn (Eurodisc 88 117 KK)
- Johannes Brahms: Wiegenlied, Sandmännchen, Franz Schubert: Wiegenlied, Carl Maria von Weber: Wiegenlied - Rudolf Schock-Ten, Iván Eröd-Pn (Eurodisc 41 533 CK - Single)